# Jesse Renick
Jesse Banard Renick, född 29 september 1917 i Hickory i Oklahoma, död 25 november 1999 i Ada, var en amerikansk basketspelare.
Renick blev olympisk mästare i basket vid sommarspelen 1948 i London.